# Garonne
Garonne sau Garona (în latină Garumna) este un fluviu aflat în sud-vestul Franței cu lungimea de 602 km, considerând lungimea sa totală împreună cu Estuarul Gironde, dintre care 529 km sunt în Franța și 47 de km sunt în Spania (mai exact în Val d'Aran).
Suprafața bazinului hidrografic, doar al fluviului propriu-zis, este de aproximativ 56.000 de km2. Dacă se ia în considerare și aria de colectare a râului afluent Dordogne, care curge dinspre est, vărsându-se în Garonne la Bec d'Ambès, pentru a forma Estuarul Gironde, atunci aria combinată a bazinului hidrografic comun devine de 84.811 km2.
Garona izvorăște în munții Pirinei, la altitudinea de 1870 m și se varsă în golful Biscaya (Oceanul Atlantic), formând estuarul Gironde. În timpul viiturilor (aprilie - iunie), nivelul apei se ridică cu 8-11 m, provocând inundații mari. Debitul mediu la vărsare este de circa 680 m³/sec. Fluviul este navigabil pe o distanță de 193 km, iar apele lui sunt folosite intens în irigație. Pe Garonne au fost construite numeroase lacuri de acumulare și centrale hidroelectrice, de asemenea și orașele Toulouse și Bordeaux.
Principalul afluent, ce izvorăște din Muntele Lozère și se varsă în Garonne în apropiere de Castelsarrasin, este râul Tarn (380,6km). Râul Tarn este renumit pentru canionul pe care l-a sculptat în amonte de Millau, prin care a devenit un important loc turistic, între localitățile Quézac și Le Rozier pe o lungime de 53 km. De asemenea și prin viaductul Millau, inaugurat oficial la 14 decembrie 2004, de către președintele Jacques Chirac, ce reprezintă unul din cele mai impozante poduri din lume: susținut de șapte piloni cu o lungime de 2460 metri și o înălțime maximă de 270 metri, traversează valea Tarn, situată la cinci kilometri  vest de Millau. Face parte din autostrada E11 ce conectează Paris de Barcelona.